# Ras al-Ayn, Qatana
Ras al-Ayn (tiếng Ả Rập: hình ảnh) là một ngôi làng Syria thuộc huyện Qatana của tỉnh Rif Dimashq. Theo Cục Thống kê Trung ương Syria (CBS), Ras al-Ayn có dân số 892 trong cuộc điều tra dân số năm 2004.